# Hessenpokal (Fußball) 2021/22
Der Hessenpokal 2021/22 war die 77. Austragung des Fußballpokalwettbewerbs der Männer. Der offizielle Name lautet „Bitburger Hessenpokal“, da der Pokal seit der Saison 2019/20 von der Bitburger Brauerei gesponsert wird.
Der Sieger des Hessenpokals nimmt in der Folgesaison am DFB-Pokal 2022/23 teil. Sollte sich der Sieger des Hessenpokals bereits über einen anderen Weg für den DFB-Pokal 2022/23 qualifiziert haben, geht das Startrecht auf den unterlegenen Finalgegner über.

## Teilnehmende Mannschaften
An der 1. Pokalrunde nehmen die 32 hessischen Kreispokalsieger der Saison 2020/21 teil.
Für die 3. Pokalrunde sind die hessischen Vertreter der 3. Liga und der Regionalliga Südwest der Saison 2020/21 qualifiziert: SV Wehen Wiesbaden (3. Liga) TSV Steinbach Haiger, Kickers Offenbach, FC Bayern Alzenau, KSV Hessen Kassel, FSV Frankfurt, TSV Eintracht Stadtallendorf, FC Gießen (alle Regionalliga Südwest).
Für die 4. Pokalrunde sind die Mannschaften, die wegen der COVID-19-Pandemie vorzeitig aus dem Wettbewerb der Saison 2020/21 ausgeschiedenen sind, qualifiziert: FV Biebrich 02, FSV Fernwald, SV 1934 Hallgarten, Hünfelder SV, SV Pars Neu Isenburg, Lichtenauer FV, SG Barockstadt Fulda Lehnerz, SV Zeilsheim.

## 1. Runde
| Datum                 |                           | Ergebnis |                           |
| --------------------- | ------------------------- | -------- | ------------------------- |
| 25.08.2021, 18:30 Uhr | SG Niederaula             | 1:3      | SV Neuhof                 |
| 25.08.2021, 18:45 Uhr | Sportfreunde Oberau       | 0:7      | Türk Gücü Friedberg       |
| 25.08.2021, 19:30 Uhr | Sportfreunde Seligenstadt | 2:3      | 1. FC Erlensee            |
| 25.08.2021, 19:30 Uhr | SpVgg Leusel              | 1:3      | SV Steinbach              |
| 25.08.2021, 19:30 Uhr | VfR Groß-Gerau            | 7:5      | FC Eddersheim             |
| 25.08.2021, 19:30 Uhr | FC Maroc Wiesbaden        | 2:3      | TSG Wörsdorf              |
| 06.10.2021, 19:30 Uhr | Eintracht Wald-Michelbach | 4:1      | 1. FC Germania Ober-Roden |
| 25.08.2021, 19:30 Uhr | TV Fränkisch-Crumbach     | 0:4      | SC Viktoria Griesheim     |
| 25.08.2021, 19:30 Uhr | TSV Altenlotheim          | 4:5      | FC Ederbergland           |
| 25.08.2021, 19:30 Uhr | VfL Biedenkopf            | 3:1      | SV Bauerbach              |
| 25.08.2021, 19:30 Uhr | TSV Bicken                | 2:3      | SC Waldgirmes             |
| 25.08.2021, 19:30 Uhr | FSG Wettenberg            | 0:3      | SV Rot-Weiß Hadamar       |
| 25.08.2021, 19:30 Uhr | ATGV Kleinalmerode        | 4:1      | TSV Hombressen            |
| 25.08.2021, 19:30 Uhr | TSV Wabern                | 1:3      | KSV Baunatal              |
| 26.08.2021, 19:30 Uhr | TSV Höchst                | 1:5      | SG Bad Soden              |
| 26.08.2021, 20:00 Uhr | FC Kalbach                | 1:4      | 1. FC-TSG Königstein      |

## 2. Runde
| Datum                 |                           | Ergebnis              |                       |
| --------------------- | ------------------------- | --------------------- | --------------------- |
| 13.10.2021, 19:30 Uhr | FC Ederbergland           | 1:4                   | KSV Baunatal          |
| 13.10.2021, 19:30 Uhr | TSG Wörsdorf              | 4:4 n. V. (6:7 i. E.) | 1. FC-TSG Königstein  |
| 13.10.2021, 19:30 Uhr | SC Waldgirmes             | 0:2                   | SV Rot-Weiß Hadamar   |
| 13.10.2021, 19:30 Uhr | SG Bad Soden              | 1:4                   | 1. FC 06 Erlensee     |
| 13.10.2021, 19:30 Uhr | SV Steinbach              | 4:3                   | SV Neuhof             |
| 13.10.2021, 19:30 Uhr | Eintracht Wald-Michelbach | 1:3                   | Türk Gücü Friedberg   |
| 16.10.2021, 16:00 Uhr | VfL Biedenkopf            | 4:2                   | ATGV Kleinalmerode    |
| 03.11.2021, 19:30 Uhr | VfR Groß-Gerau            | 1:2                   | SC Viktoria Griesheim |

## 3. Runde
| Datum                 |                       | Ergebnis  |                              |
| --------------------- | --------------------- | --------- | ---------------------------- |
| 09.11.2021, 18:00 Uhr | KSV Baunatal          | 1:2       | TSV Steinbach Haiger         |
| 10.11.2021, 19:30 Uhr | Türk Gücü Friedberg   | 1:0       | SV Wehen Wiesbaden           |
| 10.11.2021, 19:30 Uhr | SV Rot-Weiß Hadamar   | 1:2       | FC Bayern Alzenau            |
| 17.11.2021, 18:30 Uhr | VfL Biedenkopf        | 0:3       | KSV Hessen Kassel            |
| 17.11.2021, 19:00 Uhr | SC Viktoria Griesheim | 1:4       | FSV Frankfurt                |
| 23.11.2021, 19:00 Uhr | SV Steinbach          | 1:4 n. V. | TSV Eintracht Stadtallendorf |
| 24.11.2021, 18:30 Uhr | 1. FC-TSG Königstein  | 1:2       | Kickers Offenbach            |
| 01.12.2021, 19:30 Uhr | 1. FC Erlensee        | 3:0       | FC Gießen                    |

## 4. Runde/Achtelfinale
| Datum                |                              | Ergebnis        |                              |
| -------------------- | ---------------------------- | --------------- | ---------------------------- |
| 22.02.2022 19:15 Uhr | FSV Frankfurt                | 8:0             | SV Pars Neu Isenburg         |
| 23.02.2022 19:00 Uhr | Hünfelder SV                 | 0:2             | TSV Steinbach Haiger         |
| 23.02.2022 19:30 Uhr | FV Biebrich 02               | 0:4             | Kickers Offenbach            |
| 02.03.2022 18:30 Uhr | Lichtenauer FV               | 0:5             | KSV Hessen Kassel            |
| 26.02.2022 14:00 Uhr | SG Barockstadt Fulda Lehnerz | 2:1             | 1. FC Erlensee               |
| 26.02.2022 15:00 Uhr | FSV Fernwald                 | 2:1             | Türk Gücü Friedberg          |
| 26.02.2022 15:00 Uhr | SV Zeilsheim                 | 1:1 (8:9 i. E.) | TSV Eintracht Stadtallendorf |
| 26.02.2022 15:00 Uhr | SV 1934 Hallgarten           | 1:5             | FC Bayern Alzenau            |

## Viertelfinale
| Datum                |                              | Ergebnis        |                              |
| -------------------- | ---------------------------- | --------------- | ---------------------------- |
| 23.03.2022 19:00 Uhr | FSV Frankfurt                | 2:0             | KSV Hessen Kassel            |
| 23.03.2022 19:00 Uhr | TSV Eintracht Stadtallendorf | 0:2             | TSV Steinbach Haiger         |
| 23.03.2022 19:00 Uhr | FSV Fernwald                 | 1:3             | Kickers Offenbach            |
| 14.04.2022 17:30 Uhr | FC Bayern Alzenau            | 2:2 (4:6 i. E.) | SG Barockstadt Fulda Lehnerz |

## Halbfinale
| Datum                |                              | Ergebnis |                      |
| -------------------- | ---------------------------- | -------- | -------------------- |
| 27.04.2022 18:00 Uhr | SG Barockstadt Fulda Lehnerz | 1:3      | TSV Steinbach Haiger |
| 27.04.2022 20:00 Uhr | Kickers Offenbach            | 4:0      | FSV Frankfurt        |

## Finale
Das Finale fand am 21. Mai 2022 im Rahmen des „Finaltags der Amateure“ statt.
| Datum                |                      | Ergebnis |                   |
| -------------------- | -------------------- | -------- | ----------------- |
| 21.05.2022 12:15 Uhr | TSV Steinbach Haiger | 0:1      | Kickers Offenbach |

## Torschützenliste
Nachfolgend sind die Torschützen des Hessenpokals 2021/22 aufgeführt. Sie sind nach Anzahl ihrer Treffer, bei gleicher Toranzahl alphabetisch sortiert.
| Pl.               | Spieler            | Mannschaft                | Tore |
| ----------------- | ------------------ | ------------------------- | ---- |
| 1.                | Aret Demir         | Türk Gücü Friedberg       | 6    |
| 2.                | Dennis Rakowski    | VfL Biedenkopf            | 5    |
| 3.                | Arif Güclü         | TSV Steinbach Haiger      | 4    |
| 3.                | Cas Peters         | FSV Frankfurt             | 4    |
| 3.                | Fatih Üstün        | KSV Baunatal              | 4    |
| 3.                | Lars-Eric Schwinn  | Eintracht Wald-Michelbach | 4    |
| 3.                | Sebastian Wagner   | 1. FC Erlensee            | 4    |
| 3.                | weitere 8 Spieler  | weitere 8 Spieler         | 3    |
| 4.                | weitere 27 Spieler | weitere 27 Spieler        | 2    |
| 5.                | weitere 83 Spieler | weitere 83 Spieler        | 1    |
| Stand: Saisonende |                    |                           |      |